# Robert Floyd
Robert Floyd (n. 8 iunie 1936, New York, SUA — d. 25 septembrie 2001) a fost un informatician american, laureat al Premiului Turing în 1978 pentru influența pe care a exercitat-o asupra metodologiilor de creare de software eficient și fiabil. El a inventat tehnica de verificare a programelor folosind aserțiuni logice, în lucrarea sa Assigning Meaning to Programs.
1. ↑  IdRef, accesat în 27 aprilie 2020
2. ↑   https://awards.acm.org/fellows/award-recipients, accesat în 23 iunie 2024 Lipsește sau este vid: |title= (ajutor)